# Grand-Goâve
Grand-Goâve (Haïtiaans-Creools: Grangwav) is een stad en gemeente in Haïti met 137.000 inwoners.De plaats ligt aan de kust van het schiereiland Tiburon, 37 km ten westen van de hoofdstad Port-au-Prince. De gemeente maakt deel uit van het arrondissement Léogâne in het departement Ouest.
Er wordt koffie, katoen en suikerriet verbouwd. Verder is er een vissershaven.

## Indeling
De gemeente bestaat uit de volgende sections communales:
| Nr. | Naam           | Km²   | Inw.2015 |
| --- | -------------- | ----- | -------- |
| 1   | Tête-à-Boeuf   | 45,00 | 48.958   |
| 2   | Tête-à-Boeuf   | 61,70 | 10.262   |
| 3   | Moussambé      | 15,68 | 3.360    |
| 4   | Moussambé      | 30,97 | 6.767    |
| 5   | Grande Colline | 23,83 | 5.164    |
| 6   | Grande Colline | 21,32 | 4.594    |
| 7   | Gérard         | 44,29 | 57.397   |